# Ralph W. Cousins
Ralph Wynne Cousins (ur. 24 lipca 1915 w Eldorado, zm. 5 sierpnia 2009 w Newport News) – amerykański wojskowy, admirał Marynarki Wojennej Stanów Zjednoczonych.

## Życiorys
Ralph W. Cousins urodził się 24 lipca 1915 w Eldorado w stanie Oklahoma. Młodość spędził w Ironwood w Michigan.
W 1937 roku ukończył Akademię Marynarki Wojennej Stanów Zjednoczonych, natomiast 3 lata później (1940) został pilotem marynarki wojennej. Podczas II wojny światowej służył na Pacyfiku na pokładzie lotniskowca USS Lexington. Cousins prowadził bombardowana z lotu nurkowego na japońskie okręty. Uczestniczył w zatopieniu lotniskowca Shōhō. Po bitwie na Morzu Koralowym został odznaczony Krzyżem Marynarki Wojennej – drugim w starszeństwie, po Medalu Honoru, odznaczeniem nadawanym za heroizm. Trzykrotnie odznaczony Medalem Marynarki Wojennej za Wybitną Służbę, natomiast dwukrotnie Legią Zasługi i Medalem Lotniczym. Od 1945 do 1965 roku pełnił różne obowiązki sztabowe i dowódcze, m.in. jako: dowódca USS Nantahala i dowódca lotniskowca USS Midway.
Odegrał kluczową rolę w planowaniu kampanii wojny powietrznej marynarki wojennej Stanów Zjednoczonych przeciwko Wietnamowi Północnemu. W 1967 roku pokierował pierwszym udanym atakiem na instalację rakietową obrony przeciwlotniczej w Wietnamie. W latach 1967–1969 Cousins dowodził grupą uderzeniową złożoną z pięciu lotniskowców operujących z Zatoki Tonkińskiej. W 1970 roku został awansowany na stopień czterogwiazdkowego admirała. W tym samym roku, został Zastępcą Szefa Operacji Morskich (Vice Chief of Naval Operations). W 1972 roku został mianowany ósmym Naczelnym Dowódcą Sił Zbrojnych NATO, a ponadto objął stanowisko Naczelnego Dowódcy Floty Atlantyku Stanów Zjednoczonych.
Po przejściu na emeryturę z marynarki wojennej w 1975 roku dołączył do Newport News Shipbuilding and Dry Dock Company jako asystent prezesa, dwa lata później objął stanowisko prezesowskie. Jego kadencja w latach 1977–1979 była naznaczona masowymi zwolnieniami – ponad 5000 z 19500 pracowników firmy straciło posady.
W 1979 został przeniósł się do Londynu, gdzie został prezesem Tenneco Europe. We wrześniu 1985 roku wrócił do Newport News, gdzie mieszkał z żoną Mary. Zmarł 5 sierpnia 2009 roku w szpitalu Riverside Regional Medical Center w Newport News w wyniku komplikacji po upadku.

## Odznaczenia
(na podstawie materiału źródłowego:)
- Krzyż Marynarki Wojennej
- Medal Marynarki Wojennej za Wybitną Służbę
- Legia Zasługi
- Medal Kampanii Azji-Pacyfiku
- Medal Ekspedycji Sił Zbrojnych
- Order Narodowy Wietnamu
- Krzyż Waleczności i wiele innych